# Portada/article desembre 25

## Art de Catalunya
L'art de Catalunya ha tingut una evolució paral·lela a la de la resta de l'art europeu, seguint de forma diversa les múltiples tendències que s'han anat produint en el context de la història de l'art occidental. L'art ha estat des de sempre un dels principals mitjans d'expressió de l'ésser humà, a través del qual expressa les seves idees i sentiments, la forma com es relaciona amb el món. La seva funció pot variar des de la més pràctica fins a la més ornamental; pot tenir un contingut religiós o simplement estètic, pot ser durador o efímer.